# Santuario nacional Tabaconas Namballe
El santuario nacional de Tabaconas Namballe (SNTN) en el Perú, fue establecido el 20 de mayo de 1988 mediante Decreto Supremo N.º 051-88-AG. Abarca un total de 32 124,87 ha pertenecientes a los distritos de Tabaconas y Namballe, en provincia de San Ignacio, del departamento de Cajamarca.
El 15 de mayo de 2007 fue designado sitio Ramsar al conjunto de lagunas Las Arreviatadas.

## Características
Entre otros, sus atractivos son los raros ecosistemadel páramo andino, numerosas cataratas y un sistema de lagunas poco estudiado: las Arrebiatadas, de belleza paisajística excepcional y reconocidas por sus propiedades medicinales. Dichas lagunas está en una altitud aproximada de 3.200 m s. n. m.

## Objetivos
Los principales objetivos de su creación son conservar una muestra representativa del páramo; proteger los bosques de neblina y las especies que albergan; conservar las cuencas, para asegurar la estabilidad de las tierras; mantener la cantidad y calidad de las aguas; y apoyar el desarrollo de las poblaciones asentadas en las partes bajas.